# Gavin Green
Gavin Kyle Green (nascido em 28 de dezembro de 1993) é um golfista profissional malaio.
Se tornou profissional em 2015.
Ele irá representar a Malásia no jogo por tacadas individual masculino do golfe nos Jogos Olímpicos de Verão de 2016, no Rio de Janeiro, Brasil.